# Palnia cambeforti
Palnia cambeforti är en skalbaggsart som beskrevs av Kral 1999. Palnia cambeforti ingår i släktet Palnia och familjen Aulonocnemidae. Inga underarter finns listade i Catalogue of Life.